# Durium Records (Engeland)

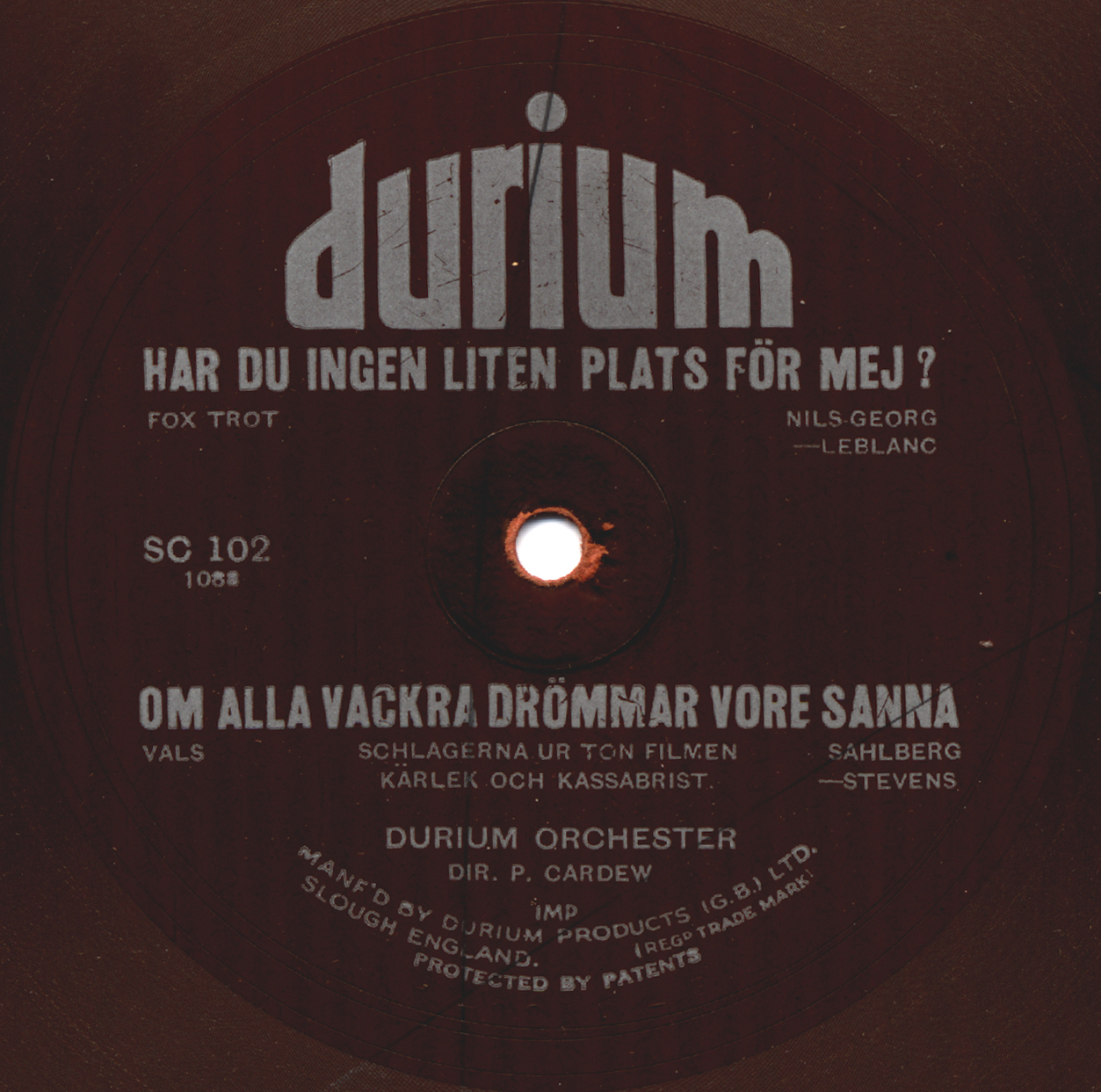
Een Zweedse persing van een 78 toerenplaat van het label Durium Records, een opname van het Durium Orchester.

Durium Records was een Brits platenlabel uit de jaren dertig, de jaren van de Grote Depressie. Het label bracht, naar het voorbeeld van het label Hit of the Week Records, eenzijdige grammofoonplaten op een soort karton uit. Dit materiaal bestond uit een mengsel van papier en hars en heette 'durium' (het was 'durable', duurzaam). Durium Records werd opgericht in 1932 en was maar kort actief.